# Lactura erythrodesma
Lactura erythrodesma is een vlinder uit de familie van de Lacturidae. De wetenschappelijke naam van de soort is voor het eerst geldig gepubliceerd in 1930 door Meyrick.